# Bariera krew-łożysko
Bariera krew-łożysko (bariera łożyskowa, ang. blood-placenta barrier) – warstwa komórek trofoblastu między układem krążenia matki a układem krążenia płodu. Jej funkcjonowanie reguluje kilka mechanizmów:
- warstwa sialomucynowa na powierzchni syncytiotrofoblastu, o ujemnym ładunku
- hamowanie aktywności limfocytów cytotoksycznych matki przez działające immunoregulująco składniki błony komórkowej trofoblastu
- receptory dla IgG pełniące funkcję immunoabsorbcyjną (oporność na działanie przeciwciał cytotoksycznych i kompleksów immunologicznych)
- białka błonowe trofoblastu regulujące aktywność dopełniacza (MCP, DAF)